# 義姓
義姓，一個中國姓氏，人數較少。

## 來源
- 殷商時人的後裔。《漢書.古今人表》有「義伯」。
- 中國春秋时西戎（今甘肃省庆阳、泾川一带）有個小國叫義渠，後被秦國所灭，後人以國為氏。
- 瑶族姓氏。

## 義姓名人

### 歷史人物
- 義縱：西漢酷吏。
- 義姁：西漢女名醫。

## 外部連結
[在维基数据编辑]
 《欽定古今圖書集成·明倫彙編·氏族典·義姓部》，出自陈梦雷《古今圖書集成》